# 宮田かずこ
宮田 かずこ（みやた かずこ、1969年2月14日 - ）は、日本の元女優。本名:宮田 和子。
茨城県勝田市（現・ひたちなか市）出身。身長157cm。茨城県立友部高等学校、茨城キリスト教大学短期大学部卒業。既婚。

## 来歴・人物
劇団「遊」出身。1990年に「スーパー戦隊シリーズ」『地球戦隊ファイブマン』でファイブピンク/星川数美役として出演。
趣味は茶道、テニス、エアロビクス。特技はスキー、サックス。中学生時代はブラスバンド部でアルトサックス担当。中学2年生の時にブラスバンド部は茨城県大会に出場して銅賞を受賞している。その他、秘書検定二級、普通自動車免許を取得している。妹が居る。
その後、女優業を引退し、結婚。二児の母親となり、沖縄で暮らしている。

## 出演

### 映画
- どっちにするの。（1989年、東宝）
- ノストラダムス 戦慄の啓示（1994年、東映）

### テレビドラマ
- ベイシティ刑事 第23話「ヘビの入れ墨をした女」（1988年、テレビ朝日）
- ハロー!グッバイ 第12話「マドンナは刑事が好き」（1989年、日本テレビ）
- あいつがとまらない! 第3話（1989年、テレビ東京）
- 地球戦隊ファイブマン（1990年3月 - 1991年2月、テレビ朝日） - 星川数美 / ファイブピンク 役
- 月曜・女のサスペンス / 女特命捜査官 伊豆・長岡の女（1991年、テレビ東京）
- 凪の光景（1992年、東海テレビ）
- さすらい刑事旅情編V 第3話「走る密室・寝台特急出雲から消えた花嫁」（1992年、テレビ朝日）
- 法医学教室の事件ファイル 第2シリーズ 第4話「刑事が過労死!! 夫婦の危機」（1993年、テレビ朝日）
- 西遊記 第13話「悟空vs.男をのろい殺す女妖怪!!」（1994年、日本テレビ）

### 舞台
- 女たちのメルヘン
- アンチゴーズ
- 築山殿始末
- 身も心も
- お夏狂乱